# Valnoctamid
Valnoctamid ist ein Gemisch mehrerer chemischer Verbindungen aus der Gruppe der Carbonsäureamide, das in Frankreich seit 1964 als Schlafmittel und Sedativum in Gebrauch ist. Es handelt sich bei dem Arzneistoff Valnoctamid um ein Strukturisomer von Valpromid, einer Prodrug-Vorstufe der Valproinsäure. Im Gegensatz zu Valpromid wird Valnoctamid jedoch im Körper nicht in die entsprechende Carbonsäure umgewandelt.

## Einsatzgebiete
Neben seiner Wirkung als Sedativum wurde Valnoctamid seit 1969 als Mittel gegen Epilepsie untersucht. Untersuchungen in dieser Richtung wurden auch 2000 und 2003 noch fortgesetzt.
Als Mittel gegen neuropathische Schmerzen wurde es 2005 von Winkler et al. mit ermutigenden Resultaten untersucht: Es zeigte nur minimale Wirkungen auf die Koordination und die Aufmerksamkeit bei effektiven Dosen und schien ebenso wirksam wie Gabapentin zu sein.
R. H. Belmaker, Yuly Bersudsky und Alex Mishory begannen eine klinische Studie über Valnoctamid als Ersatzmedikation für die sehr viel stärker teratogen wirkende Valproinsäure und ihre Salze zur Prophylaxe von Manie.

## Nebenwirkungen
Die bekannten Nebenwirkungen von Valnoctamid sind überwiegend vernachlässigbar und bestehen in Somnolenz und leichten Koordinationsstörungen.

## Gegenanzeigen
Valnoctamid erhöht die Serumkonzentration von Carbamazepin-10,11-epoxid, dem aktiven Metaboliten von Carbamazepin,
manchmal bis zu einem toxischen Niveau, weil es die Epoxidhydrolase hemmt.

## Chemie
Valnoctamid ist ein chiraler Arzneistoff, der wegen seiner zwei stereogenen Zentren (in 2- und 3-Position) vier Stereoisomere aufweist: Die (2R,3R)-Form und die dazu enantiomere (2S,3S)-Form sowie das (2S,3R)-Isomer und das (2R,3S)-Isomer. Als Arzneistoff wird das Gemisch der vier Stereoisomere eingesetzt. Jedes der Stereoisomere
ist im Tiermodell gegen Epilepsie wirksamer als Valproinsäure, und eines davon – (2S,3S)-Valnoctamid – wurde im August 2003 von Isoherranen et al. als guter Kandidat für ein Antikonvulsivum beschrieben.